# Щедровицкий, Яков Самуилович
Яков Самуилович Щедровицкий ( 5 (18) февраля 1907, Смоленск — 15 августа 1994, Челябинск) — советский и российский инженер-металлург, доктор технических наук (1970), лауреат Сталинской премии (1950) - за разработку и внедрение технологии выплавки ферросилиция.

## Биография
Родился в городе Смоленске 5 (по новому стилю – 18) февраля  1907 г.
В 1932 году окончил Ленинградский металлургический институт (отраслевой ВУЗ Ленинградского политехнического института) и был направлен на Челябинский ферросплавный завод, где трудился мастером, затем начальником смены. С 1934 по 1941 годы работал на Днепровском алюминиевом заводе в городе Запорожье Украинской ССР начальником смены, позже - отделения, затем -  заместителем главного инженера упомянутого завода. 
В 1941 убыл вместе с предприятием в г. Каменск-Уральский на Уральский алюминиевый завод.
С 1942 вернулся на ЧЭМК, где трудился начальником смены, цеха, технического отдела. 
Кроме производственной, занимался исследовательской деятельностью, уделяя особое внимание вопросам получения кремнистых ферросплавов, необходимых для легирования стали. Под его руководством и c участием на Челябинском электрометаллургическом комбинате впервые в стране была внедрена новая технология выплавки ферросилиция всех марок. До этого данную присадку приходилось закупать для нужд отечественной промышленности за рубежом. За это достижение был отмечен Сталинской премией (1950).
Руководил на ЧЭМК освоением мощных печей, благодаря использованию которых удалось снизить как затраты электроэнергии на плавильный процесс, так и количество вредных выбросов в окружающую  воздушную среду. Эта же работа была проведена под его руководством и в Казахстане на Ермаковском заводе ферросплавов.
С 1959 по 1974 годы сосредоточился на научно-исследовательской работе в области ферросплавов и рабочих процессов их выплавки в Челябинском НИИ металлургии в должностях начальника отдела, старшего научного сотрудника. Является автором более сотни научных работ, в том числе 3 книг.

## Награды и премии
- Сталинская премия (1950) - за разработку и внедрение технологии выплавки ферросилиция;
- Орден «Знак Почёта» (1962),
- медали[1]

## Из библиографии
- Высококремнистые ферросплавы : Производство кремния и ферросилиция / Я.С. Щедровицкий. - Свердловск : Металлургиздат. Свердл. отд-ние, 1961. - 256 с.
- Сложные кремнистые ферросплавы / Я.С. Щедровицкий. - [Москва] : Металлургия, 1966. - 176 с.
- Производство ферросплавов в закрытых печах / Я.С. Щедровицкий. - Москва : Металлургия, 1975. - 311 с.

### Диссертации
- Щедровицкий, Яков Самуилович. Выбор электрического режима дуговой ферросплавной печи : диссертация ... кандидата технических наук : 05.00.00. - [Б. м.], [19--?]. - 241 с.[2].